# Delfín Quishpe
Delfín Quishpe   (Guamote, 4 de desembre de 1977) Delfín Quishpe Apugllón, també conegut com Delfín Hasta el Fin, és un cantant, compositor i polític equatorià. Va ser alcalde del cantó Guamote des de 2019 fins a 2021, però no va complir el seu període de govern perquè va ser destituit després de ser condemnat per la Fiscalia General de l'Equador, a 5 anys de presó per tràfic d'influències i corrupció. Quishpe amb la seva carrera artística va aconseguir notorietat als anys 2000 després de popularitzar-se els seus videoclips musicals a YouTube.
La seva transcendència en gran part prové del caràcter involuntàriament còmic de la seva música. Els clips de les seves cançons «Torres Gemelas» i «En tus tierras bailaré», al costat de la Tigresa del Oriente i Wendy Sulca, continuen sent els que més atenció han rebut. A part, el mateix actua amb un estil denominat per ell com "tecnofolklore andino".
El 2011 va realitzar el sru videoclip «Todo hombre es un minero», dedicat als 33 minaires xilens va ser nominat com a «Celebritat Web de l'Any» en el canal MTV Latinoamérica. El 2012 va participar en la segona emissió del YouFest, celebrat a Madrid. Anys més tard, es va començar a dedicar per complet a la política i es va afiliar al partit indígena Pachakutik, guanyant les eleccions a Guamote.

## Biografia
Delfín va néixer en un petit poble anomenat San Antonio de Encalado, a Guamote, província de Chimborazo, Equador. És fill del comerciant Anselmo Quishpe i Mercedes Apugllón. Els seus pares li posaren de nom de Delfín per ser el més petit dels quatre germans. Des de petit va tenir fascinació per la música i en la seva adolescència cantava en petits llocs i casinos.
També va treballar en l'ensenyament d'instruments tradicionals i sons per als nens de la seva comunitat, i va estar en diversos conjunts musicals i danses folklòriques com la Revelación (1997), Sensación del momento (1998) i Jatun ayllu (1999-2000).
Delfín té dos fills amb la seva cònjuge, Rosario Urquiza Coro. Un d'ells, Luis Rolando Quishpe Urquiza, va morir el 2018. El jove de 15 años patia la malaltia de Crohn.

## Carrera musical
En 2001, decideix llançar-se com a solista amb temes com «La ovejita», «Erupción carnaval» o «La colegiala» del seu primer disc titulat El faraón del ritmo.
El 2003 va publicar el seu segon disc El gallito, amb els temes «El gallito bandido», «El delfincito», «Cuando me vaya» i «Cuaya huay» entre d'altres.
La fama de Delfín es va produir després de desembre de 2006, quan la seva cançó «Torres Gemelas» fou pujada a YouTube. Prop del quatre de gener, havia estat escoltada per 250.000 persones, i el 24 de març, hi havia diverses còpies del vídeo en YouTube i més d'un milió de visites amb milers de comentaris.
El vídeo va tenir un pressupost de 1.500 dòlars estatunidencs, i es va trigar un mes en l'edició i producció d'aquest. El clip bàsicament es tractava d'una història sobre una núvia fictícia de l'intèrpret, que va perdre la seva vida als atemptats de l'11 de setembre de 2001.

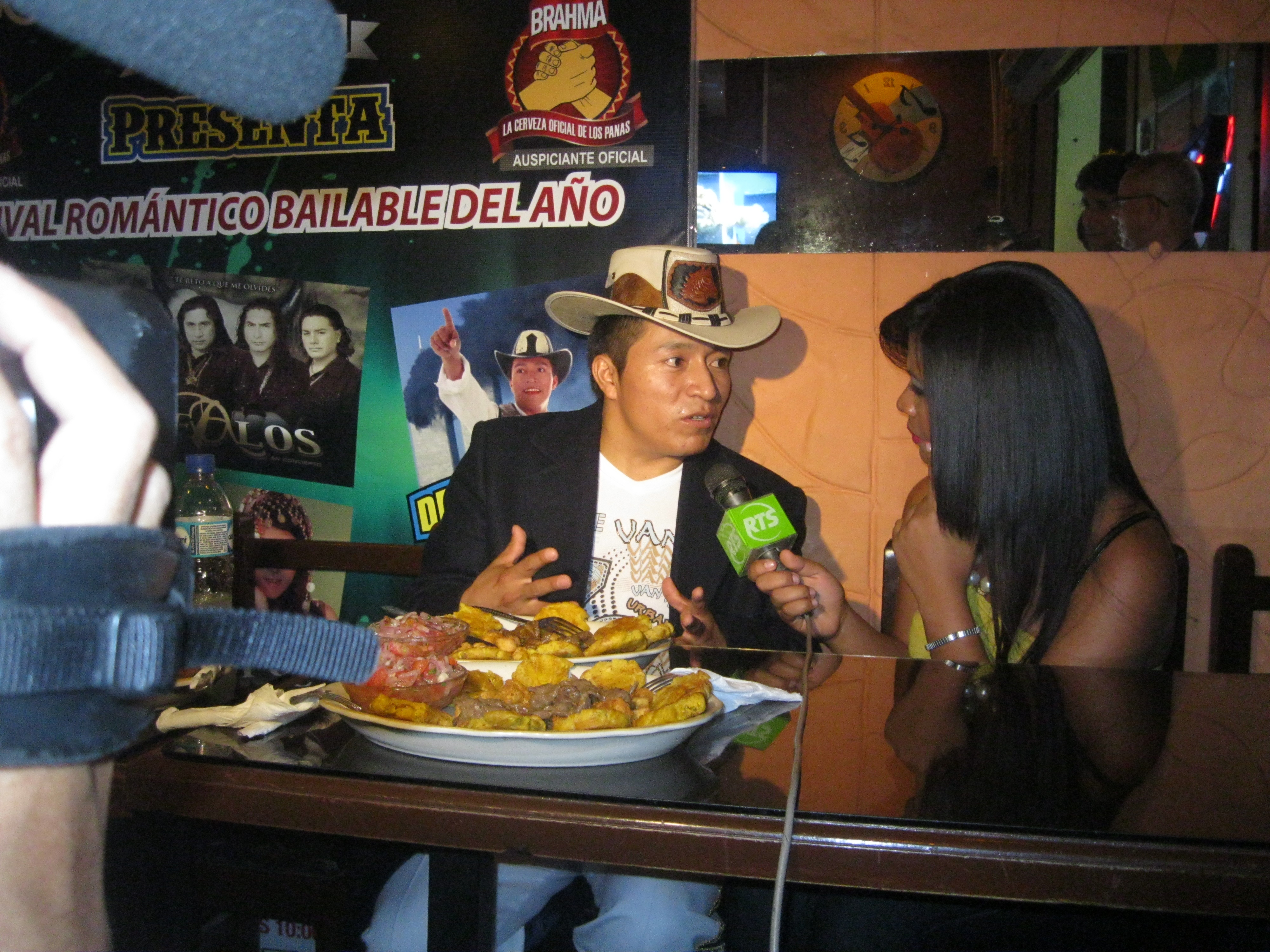
Delfín Quishpe entrevistat per RTS en 2012.

En 2007 es va presentar a Santiago de Xile a la discoteca Blondie i al programa Gigantes con Vivi.

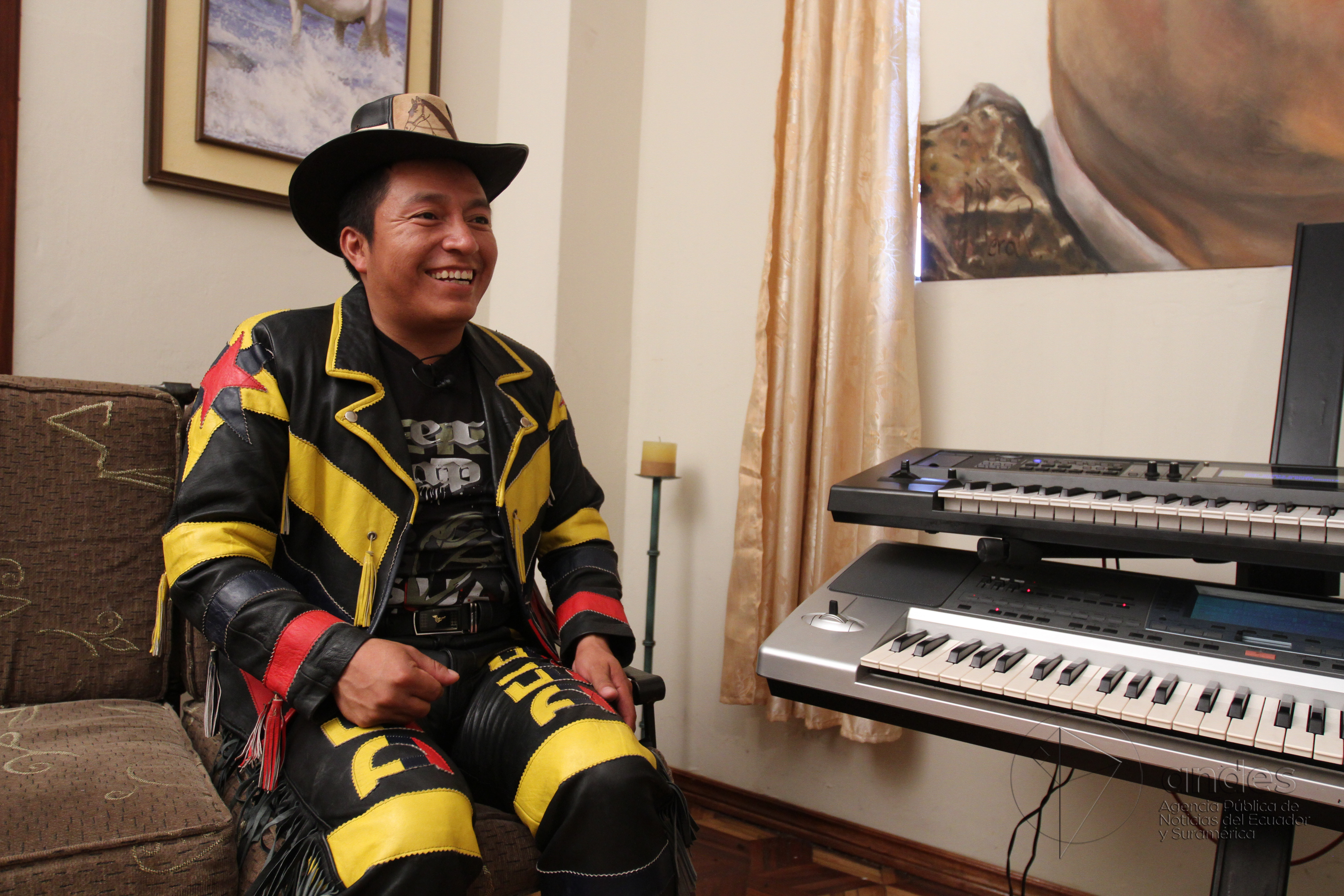
Delfín Quishpe en 2017.

L'abril de 2010 es va unir a La Tigresa del Oriente i Wendy Sulca per llançar el tema «En tus tierras bailaré», va tenir repercussió en els mitjans i va ser catalogat pel grup Calle 13, com el «We Are The World» de YouTube. Gràcies a la difusió d'aquest tema es va presentar juntament amb La Tigresa i Wendy a la fi d'octubre de 2010, a la ciutat de Buenos Aires pel concert YouFest, en dues presentacions. El fet va ser ressenyat pels mitjans nacionals de l'Argentina i fins i tot van ser convidats a diversos programes de la televisió argentina.
Altres vídeos musicals com «Alabado», «Somos libres», «Linda bella», «La cárcel», «Libre como el viento», «La oveja» i «¿Qué pasa en este mundo?» també han tingut ressonància en YouTube.
Al febrer de 2011 va estrenar el seu videoclip «Pequeño motel», una versió del gènere tecnofolclore andí de la cançó de l'artista colombià Galy Galiano. En aquest mateix any va estrenar un tema dedicat als 33 miners xilens titulat «Todo hombre es un minero», com un tribut a aquest fet que va tenir l'atenció internacional per uns dies en Xile i al juliol va ser el convidat sorpresa al concert d'Exa a Quito.
El setembre de 2011 Delfín va visitar Colòmbia i Veneçuela, el 22 al Teatro Metro de Bogotà i el 23 al Moulin Rouge de Caracas.
A finals de 2011, Delfín en col·laboració amb la banda equatoriana Chaucha Kings llança el videoclip «Canelazo». També fou nominat «Celebritat Web de l'Any» del mitjà televisiu MTV Latinoamérica.
El 28 i 29 de setembre de 2012, Delfín es va presentar novament amb La Tigresa del Oriente i Wendy Sulca, en la segona emissió del Festival YouFest, a Madrid.
El 2014 Delfín va llançar la seva cançó del mundial de futbol anomenada «Vamos al Mundial» i el 2018, estrena el seu videoclip en llengua indígena «Juvaleñita».
El 2011 el varen nominar al Celebritat Web de l'Any - Anuari MTV Latinoamérica.

## Carrera política

### Alcaldia del cantó Guamote
Cap a finals dels 2010, decideix donar un recés a la seva carrera artística i s'afilia al partit equatorià Pachakutik. Va ser el candidat d'aquesta representació política per l'alcaldia del cantó Guamote, a les eleccions seccionals de l'Equador de 2019. Quishpe es va proclamar vencedor després d'obtenir el 29.09% dels vots, traient més de cinc punts al seu competidor Carlos Guaraca (18.80%), i va obtenir 6.223 vots i així va assolir el govern pel període 2019-2023.
El 4 de juny de 2020, la Fiscalia de l'Equador va entrar a les oficines de les dependències municipals del Govern Autònom Descentralitzat de Guamote, per «presumpte» delicte en l'adquisició de desinfectants en el context de l'emergència sanitària per la pandèmia de COVID-19 a l'Equador. Quishpe va aclarir l'assumpte i va informar que: 
| «                                                                     | Jo mateix els vaig rebre i vaig procedir a obrir-los les oficines; aquí no hi ha res amagat, la nostra administració és clara, estem llestos a col·laborar amb tot, sempre hem treballat per al desenvolupament del meu cantó. | » |
| — Delfín Quishpe a través del Facebook Live de l'alcaldia de Guamote. | |   |

El 2021 Quishpe Apugllón va impedir la caravana del llavors candidat presidencial Guillermo Lasso (president de l'Equador, a partir d'aquest any) al cantó on, l'alcalde porta la jurisdicció. Posteriorment va demanar disculpes públiques a través d'una carta al polític, per l'altercat.

#### Judici i condemna per corrupció
El 31 de maig de 2021, va ser cridat a judici per Oswaldo Ruiz, president de la Cort Provincial de Justícia de Chimborazo, al costat d'altres tres persones van ser per «presumpte» delicte de tràfic d'influències. Segons ressenya el diari El Mercurio de l'Equador, d'acord amb els elements recaptats, segons la Fiscalia, al·lega un sobrepreu en la compra d'inputs de bioseguretat contra el COVID-19 i que aquesta transacció hauria afavorit als implicats per una suma de $ 96.608 més l'impost al valor agregat (IVA). De ser condemnat, podria enfrontar una pena de 3 a 5 anys de presó.
A prinicipios de desembre de 2021, la Fiscalia de l'Equador va condemnar a 5 anys de presó a Quishpe per tràfic d'influències i corrupció, i destituït del seu càrrec d'alcalde de Guamote.

## Discografia
Àlbums d'estudi
- 2001: El faraón del ritmo
- 2003: El gallito
- 2005: Torres Gemelas

Senzills
- «La colegiala»
- «El gallito bandido»
- «Torres Gemelas»
- «¿Qué pasa en este mundo?»
- «Pequeño motel»
- «Todo hombre es un minero»
- «Vamos al Mundial»
- «Juvaleñita»

Col·laboracions
- «En tus tierras bailaré» (amb La Tigresa del Oriente i Wendy Sulca)
- «Canelazo» (amb Chaucha Kings)